# Front Nacional Sicilià
El Front Nacional Sicilià (Frunti Nazziunali Sicilianu en sicilià, Fronte Nazionale Siciliano en italià) és un partit polític de Sicília (Itàlia), que propugna la independència de l'illa. Des de l'any 2001, el seu secretari general és Giuseppe Sciano.

## Bandera i emblema del FNS
El FNS fa servir la senyera, per ser símbol del primer sobirà independent de Sicília amb el rei Frederic II de Sicília en l'any 1295, provinent del Casal de Barcelona, i hi inclou una cantonada blava amb la tradicional Trinacria, símbol mil·lenari sicilià.
Aquesta bandera fou, per altra banda, també la bandera de la unitat combatent Esercito Volontario per l'Independente della Sicilia durant la Segona Guerra Mundial,si bé el Front a dia d´avui és de caràcter pacifista i democràtic, l'emblema del qual és la trinacria sobre fons daurat i encerclat en rodó amb la seva denominació.